# Quang Tiến, Tân Yên
Quang Tiến là một xã thuộc huyện Tân Yên, tỉnh Bắc Giang, Việt Nam.
Xã Quang Tiến có diện tích 5,82 km², dân số năm 1999 là 4978 người, mật độ dân số đạt 855 người/km². Xã gồm các thôn: Sậu 1, Sậu 2 xưa là Ấp Sậu. Đồng Sào 1, Đồng Sào 2. Đồng Đồi, Trại Han,Non Dài, Cầu Đen, Thành Lập, Tân Lập, Minh Sinh, Chính Trong, Chính Ngoài, Cầu Trấn